# Rue des Atrébates
La rue des Atrébates (en néerlandais : Atrebatenstraat) est une rue bruxelloise de la commune d'Etterbeek et de Woluwe-Saint-Pierre qui va de l'avenue de Tervueren (square Maréchal Montgomery) à la rue de l'Escradon en passant par la rue des Aduatiques, la rue des Bollandistes et la rue Charles Legrelle.
La numérotation des habitations va de 3 à 163 pour le côté impair et de 10 à 158 pour le côté pair. Seuls les premiers numéros pairs sont situés sur la commune de Woluwe-Saint-Pierre.

## Historique et description
Comme plusieurs rues du quartier nord d'Etterbeek, elle porte le nom d'un peuple gaulois, les Atrébates (rue des Aduatiques, rue des Atrébates, rue des Bataves, avenue des Celtes, rue des Francs, avenue des Gaulois, rue des Ménapiens, rue des Morins, rue des Nerviens rue des Sicambres, rue des Taxandres, rue des Tongres, rue des Trévires).
Au nº 101 se trouvait, pendant la Seconde guerre mondiale, le siège clandestin de la branche franco-belge de l'Orchestre rouge, un réseau d'espions anti-nazis au service de l'Union soviétique.

## Situation et accès
L'une des rues les plus importantes du quartier, elle est pourvue d'un petit supermarché, de plusieurs restaurants et d'un salon de massage. Le début de la rue est proche de la station de métro Montgomery, tandis que la fin de la rue est proche de la station de métro Thieffry et de la station de prémétro (tram) Boileau.

## Inventaire régional des biens remarquables
- Rue des Atrébates – Inventaire du patrimoine architectural de la Région de Bruxelles-Capitale